# 김명학 (1901년)
김명학(金明學, 1901년 9월 8일 ~ 1969년 4월 23일)은 일제강점기와 대한민국의 의사 겸 대학 교수이다. 

## 생애
함경남도 영흥에서 출생한 그는 함경남도 함흥부에서 성장하였다. 그는 비교적으로도 부유한 가정에서 자랐고, 그 후 조선총독부 도지사를 지내기도 한 기업인 석진형의 딸과 결혼했다.
1924년에 경성의학전문학교에서 의학사 학위를 받았고 1930년에는 경성제대 의과대학원 의학박사 학위를 취득한 의사였다. 전공 분야는 외과이다. 경성의전 의학사 학위 이후 조선총독부병원의 외과에서 근무하다가 1928년부터 경성제국대학 의학부 외과교실에서 근무했다.
1930년에 경성제대에서 사직하고 함흥으로 귀향하여 개업의가 되었다. 이후 함경남도 도회의원을 지내면서 지역의 명망 있는 유지로 활동했다. 
1935년 총독부가 편찬한 《조선공로자명감》에 353명의 공로자 중 한 명으로 기재되어 있다. 《조선인사흥신록》에는 김명학이 "드물게 보이는 수재로 기술이 뛰어나고 품성이 순결"하다는 인물평이 적혀 있고, 치료와 연구로 대중의 신망을 얻어 함흥 지역 발전에도 공이 큰 것으로 되어 있다.
평소 승마와 사냥, 스케이트 및 여러 구기를 즐기는 만능 스포츠맨이었다. 함흥에서 함흥 축구단을 창단하고 단장을 맡는 등 스포츠에 관심을 보이기도 했다. 함흥 축구는 이때 김명학의 노력으로 전성기를 맞이했다.
일제 강점기 말기에는 징병제 실시 감사 담화를 발표하고 흥아보국단 함남지역 위원과 조선임전보국단 이사를 지내며 일제에 협력한 행적이 있다. 이로 인해 2008년 발표된 민족문제연구소의 친일인명사전 수록예정자 명단 중 지역유력자 부문에 선정되었다.
태평양 전쟁이 종전된 뒤에 소군정 지역이 된 함흥에서 친일 우익 집단을 대표 하다가, 미군정 영역으로 월남하여 김명학외과의원을 열고 원장으로 재직했다. 대한축구협회 회장과 대한승마협회 회장을 역임하면서 대한민국 스포츠계에서도 활발한 활동을 펼쳤다.

## 같이 보기
- 대한축구협회
- 석진형

## 참고자료
- 김명학(金明學) - 국사편찬위원회